# El paraíso que sobrevive: Un legado familiar
El paraíso que sobrevive: Un legado familiar (en inglés, Surviving Paradise: A Family Tale) es una película documental británica sobre la naturaleza de 2022 realizada para Netflix. Fue dirigida por Renée Godfrey y narrada por Regé-Jean Page. La película muestra cómo los lazos dentro de diferentes grupos de animales son necesarios para sobrevivir en el desierto de Kalahari de Botsuana durante una severa estación seca. Fue estrenado el 3 de marzo de 2022.

## Sinopsis
Mientras el desierto del Kalahari afronta una estación seca cada vez más larga, las diversas manadas y clanes deben apoyarse en el poder de la familia para sobrevivir.